# Grażyna Balińska
Grażyna Maria Balińska (ur. 1943, zm. 20 lipca 2019) – polska inżynier architektka. Absolwentka Politechniki Wrocławskiej. Od 2006 r. profesorka Wydziału Architektury Politechniki Wrocławskiej.

## Odznaczenia
- Złoty Krzyż Zasługi (2000)[5]